# Calo (mitologia)
Nella mitologia greca, Calo (in greco antico: Κάλος?, Calos; o Calu Κάλως, Calus), o Talo (Τάλος, Talōs; o Talu Τάλως, Talus; o Attalo Ἄτταλος, Attalus), o "Perdice" (Πέρδιξ, Perdix, è il matronimico), era il nome di uno dei figli di Perdice, nipote di Dedalo.

## Il mito
Dedalo era il famoso inventore all'epoca del mito, a lui si doveva ad esempio la progettazione e la creazione del labirinto di Creta, dove poi visse il Minotauro. Con lui lavorava inizialmente proprio suo nipote Calo, abile come il nonno. Egli dimostrava tanta abilità da suscitare l'invidia del parente e appena ne ebbe l'opportunità lo uccise gettandolo giù dall'Acropoli di Atene, dove poi fu seppellito. 

### Invenzioni
Nei racconti si afferma che sia stato lui a inventare la sega, il compasso ed altri strumenti.

### Pareri secondari
Secondo altre versioni Atena salvò il ragazzo quando Dedalo lo gettò dalla Sacra rocca di Pallade trasformandolo in un uccello, appunto una pernice.